# Linha Fukutoshin (Metro de Tóquio)
A Linha Fukutoshin (東京地下鉄鉄副都心線, Tōkyō Chikatetsu Fukutoshin-sen) é uma linha do Metrô de Tóquio no Japão gerenciada pela rede Tokyo Metro. Ela liga a estação de Wakōshi à estação de Shibuya. Com uma extensão de 20,2 km, ela parte da cidade de Wakō na prefeitura de Saitama e depois atravessa Tóquio de noroeste para sudoeste através dos distritos de Itabashi, Nerima, Toshima, Shinjuku e Shibuya. É também conhecida como Linha 13. Nos mapas, a linha é de cor marrom e identificada pela letra F.

## História
Um primeiro segmento de 3,2 quilômetros de Kotake-Mukaihara a Ikebukuro, conhecido sob o nome de Nova Linha Yūrakuchō (有楽町新線, Yūrakuchō Shin-sen) foi inaugurado em 1994. Em 14 de junho de 2008, a seção entre Shinjuku e Shibuya pelo intermédio de Sendagaya e de Meiji foi inaugurada.

## Objetivos
Os principais objetivos da linha são aliviar o congestionamento no trecho Ikebukuro-Shinjuku-Shibuya (anteriormente atendido apenas pela JR East) e fornecer o serviço entre o noroeste de Tóquio, o sudoeste de Tóquio e o centro da cidade.

## Interconexões
A linha é interconectada a Wakōshi com a linha Tōjō da Tōbu, a Kotake-Mukaihara com a linha Yurakucho da Seibu e Shibuya com a linha Tōyoko da Tōkyū.

## Estações
A linha tem 16 estações, identificadas de F-01 a F-16.
| Número | Estação             | Nome japonês | Distância (km) | Correspondências | Cidade   | Cidade  |
| ------ | ------------------- | ------------ | -------------- | --- | -------- | ------- |
| F-01   | Wakōshi             | 和光市       | 0              | Tokyo Metro : Yurakucho Tōbu : Tōjō (interconexão)                                                                                      | Wako     | Saitama |
| F-02   | Chikatetsu-Narimasu | 地下鉄成増   | 2,2            | Tokyo Metro : Yurakucho | Itabashi | Tóquio  |
| F-03   | Chikatetsu-Akatsuka | 地下鉄赤塚   | 3,6            | Tokyo Metro : Yurakucho | Nerima   | Tóquio  |
| F-04   | Heiwadai            | 平和台       | 5,4            | Tokyo Metro : Yurakucho | Nerima   | Tóquio  |
| F-05   | Hikawadai           | 氷川台       | 6,8            | Tokyo Metro : Yurakucho | Nerima   | Tóquio  |
| F-06   | Kotake-Mukaihara    | 小竹向原     | 8,3            | Tokyo Metro : Yurakucho Seibu : Yūrakuchō (interconexão)                                                                                | Nerima   | Tóquio  |
| F-07   | Senkawa             | 千川         | 9,4            | Tokyo Metro : Yurakucho | Toshima  | Tóquio  |
| F-08   | Kanamechō           | 要町         | 10,4           | Tokyo Metro : Yurakucho | Toshima  | Tóquio  |
| F-09   | Ikebukuro           | 池袋         | 11,3           | Tokyo Metro : Marunouchi, Yurakucho JR East : Saikyō, Shōnan-Shinjuku, Yamanote Seibu : Ikebukuro Tōbu : Tōjō                           | Toshima  | Tóquio  |
| F-10   | Zōshigaya           | 雑司が谷     | 13,1           | Toei : Toden Arakawa (a Kishibojinmae)                                                                                                  | Toshima  | Tóquio  |
| F-11   | Nishi-Waseda        | 西早稲田     | 14,6           | | Shinjuku | Tóquio  |
| F-12   | Higashi-Shinjuku    | 東新宿       | 15,5           | Toei : Oedo | Shinjuku | Tóquio  |
| F-13   | Shinjuku-sanchōme   | 新宿三丁目   | 16,6           | Tokyo Metro : Marunouchi Toei : Shinjuku                                                                                                | Shinjuku | Tóquio  |
| F-14   | Kitasandō           | 北参道       | 18,0           | | Shibuya  | Tóquio  |
| F-15   | Meiji-Jingūmae      | 明治神宮前   | 19,2           | Tokyo Metro : Chiyoda JR East : Yamanote (a Harajuku)                                                                                   | Shibuya  | Tóquio  |
| F-16   | Shibuya             | 渋谷         | 20,2           | Tokyo Metro : Ginza, Hanzomon JR East : Saikyō, Shōnan-Shinjuku, Yamanote Keiō : Inokashira Tōkyū : Den-en-toshi, Tōyoko (interconexão) | Shibuya  | Tóquio  |

A notar que a linha Fukutoshin utiliza as mesmas vias que a linha Yurakucho entre Wakōshi e Kotake-Mukaihara.